# 華燈站
華燈站（法語：Station Verdun）位於加拿大魁北克省蒙特利爾市，服務附近的居民。

## 外部連結
- （法文）（英文）蒙特利爾交通局：華燈站 （页面存档备份，存于）（英文） （页面存档备份，存于）
- （法文）（英文）：華燈站 （页面存档备份，存于）（英文） （页面存档备份，存于），含有華燈站的資訊、歷史、車站結構與藝術品資料。